# 아리아바타

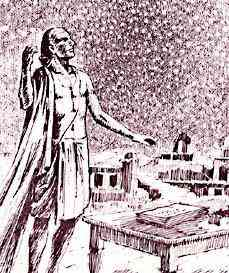
아리아바타.

아리아바타(산스크리트어: आर्यभट,영어 Aryabhata, 476년 ~ 550년)는 중세 인도 수학과 천문학 업적에서 주요한 두각을 나타낸 위대한 학자이다. 《아리아바티야》(Āryabhaṭīya), 《아리아싯단타》(Arya-siddhanta) 등의 저술을 남겼다.

## 같이 보기
- 브라마굽타